# Station Varingskollen
Station Varingskollen (Noors: Varingskollen holdeplass) is een halte in Varingskollen in de gemeente Nittedal in fylke Viken in Noorwegen. De halte aan Gjøvikbanen werd geopend in 1932. Varingskollen wordt bediend door lijn L3, de stoptrein die pendelt tussen Oslo en Jaren.